# Bratowo
Bratowo (bulgarisch Братово) ist ein Dorf in der Oblast Burgas im Südosten Bulgariens. Bratowo gehört zur Gemeinde Burgas.

## Lage
Bratowo liegt im östlichen Teil der oberthrakischen Tiefebene rund 2 km westlich vom Gemeindezentrum Burgas, nördlich des Burgas-Sees und rund 3 km nördlich von Dolno Eserowo. In der Nähe befindet sich die Öl-Raffinerie LUKoil Neftochim und die Eisenbahnlinie Burgas-Sofia.

## Geschichte
Der alte Name von Bratowo ist Canarkadash (türkisch für brüderliche Seele). Gründer des Dorfes war der Händler Najden Prodanow Stojanow, der 1913 nach dem Balkankriege 1912/13 mit seiner Familie aus dem ostthrakischen Kavaklı bei Kırklareli (heute in der Türkei) flüchtete und hier Grundbesitz erwarb (siehe Thrakische Bulgaren). Vier Jahre später, 1917, kamen weitere Flüchtlinge aus den ostthrakischen Dörfern Kavaklı, Terkozlı und Derventa hinzu.